# Michael Johann von Wallis

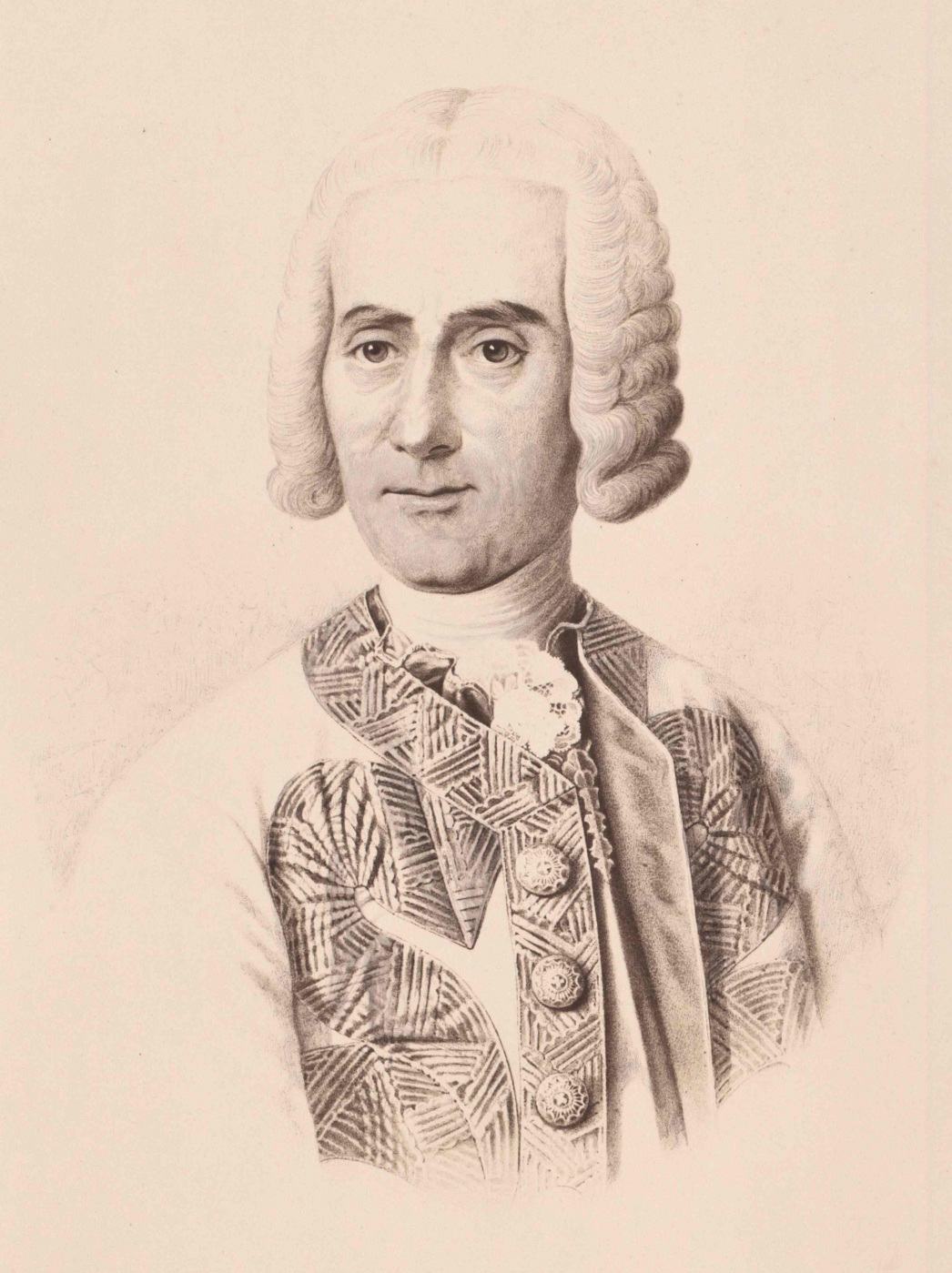
Michael Johann von Wallis

Michael Johann Graf von Wallis (* 4. Januar 1732 in Neapel; † 18. Dezember 1798 in Wien) war ein österreichischer Feldmarschall und von 1791 bis 1796 Präsident des Hofkriegsrates.

## Leben

### Herkunft
Michael Johann Ignaz Graf von Wallis entstammte einer alten ursprünglich irischen Familie, deren österreichischer Stammvater Richard Wallis als irischer Offizier in kaiserliche Dienste trat. Er starb 1632 nach einer in der Schlacht bei Lützen erlittenen Verwundung. Die österreichischen Wallis wurden 1706 in den böhmischen und 1724 in den Reichsgrafenstand erhoben. Angehörige der Familie erhielten im Laufe der Zeit einflussreiche Hof- und Staatsämter und stellten zahlreiche Offiziere in der kaiserlichen Armee.
So unter anderem Franz Wenzel Graf von Wallis (* 1696; † 1774), österreichischer Feldmarschall und Ritter des Ordens vom Goldenen Vlies, der Vater von Michael Johann. Sein Bruder Olivier Remigius Graf von Wallis wurde österreichischer Feldzeugmeister (* 1742; † 1799).

### Militärischer Werdegang
Michael Johann trat 1747 in das seinem Vater unterstehende Infanterieregiment Nr. 11 ein und wurde nach siebenjähriger Dienstzeit zum Oberstleutnant und 1758 zum Oberst befördert. 1764 wurde er Generalmajor, 1773 Feldmarschallleutnant und 1774, nach dem Tod seines Vaters, Inhaber des Infanterieregiments. 1775 und von 1779 bis 1783 wurde er nach Mähren abkommandiert, wo er interimistisch das Generalkommando führte. 1783 wurde Wallis Kommandierender in Böhmen und 1784 Feldzeugmeister. Als Feldmarschall übernahm er 1789 ad interim das Präsidium des Hofkriegsrates an Stelle des Präsidenten Andreas Hadik von Futak, der zum Oberkommandierenden der gegen die Türken aufgestellten Armee bestimmt wurde. 1780 führte Wallis das Kommando in der in Slawonien stehenden Armee.
1791 wurde er Präsident des Hofkriegsrates, ein Amt, das er bis zu seinem Ruhestand 1796 ausübte. In der Zeit seiner Präsidentschaft wurde die Pioniertruppe neu errichtet, 1792 und 1795 je ein Bataillon. Besondere Aufmerksamkeit legte Wallis auf den Ausbau der Landesverteidigung von Tirol, die bereits 1796, während Napoléons Italienfeldzug, eine erste Bewährungsprobe zu bestehen hatte.